# Попеску, Октавиан (футболист, 2002)
Октавиан Георге Попеску (рум. Octavian George Popescu; родился 27 декабря 2002, Тырговиште, Румыния) — румынский футболист, полузащитник клуба «Стяуа» и сборной Румынии.

## Футбольная карьера
Октавиан — уроженец города Тырговиште, расположенного на юге Румынии. Занимался футболом в академии «Университати» из города Крайова. В 2020 году пополнил молодёжную команду «Стяуа», поскольку по сообщениям прессы агентом футболиста являлся родственник президента «Стяуа» Джордже Бекали. В сентябре был вызван в основную команду, за которую дебютировал 20 сентября 2020 года в поединке чемпионата Румынии против «Арджеша», выйдя на замену на 50-й минуте вместо Роберта Иона.